# プルシュクフ
プルシュクフ（ポーランド語: Pruszków [ˈpruʂkuf] ( 音声ファイル)）は、ポーランドのマゾフシェ県にある町。かつて（1975年 - 1998年）はワルシャワ県に属した。プルシュクフ郡の中心都市で、ワルシャワ都市圏の西縁にあたる。人口は2006年の国勢調査で5万5387人（ポーランド中央統計局調べ）。20世紀初頭には1万6000人であった。

## 歴史

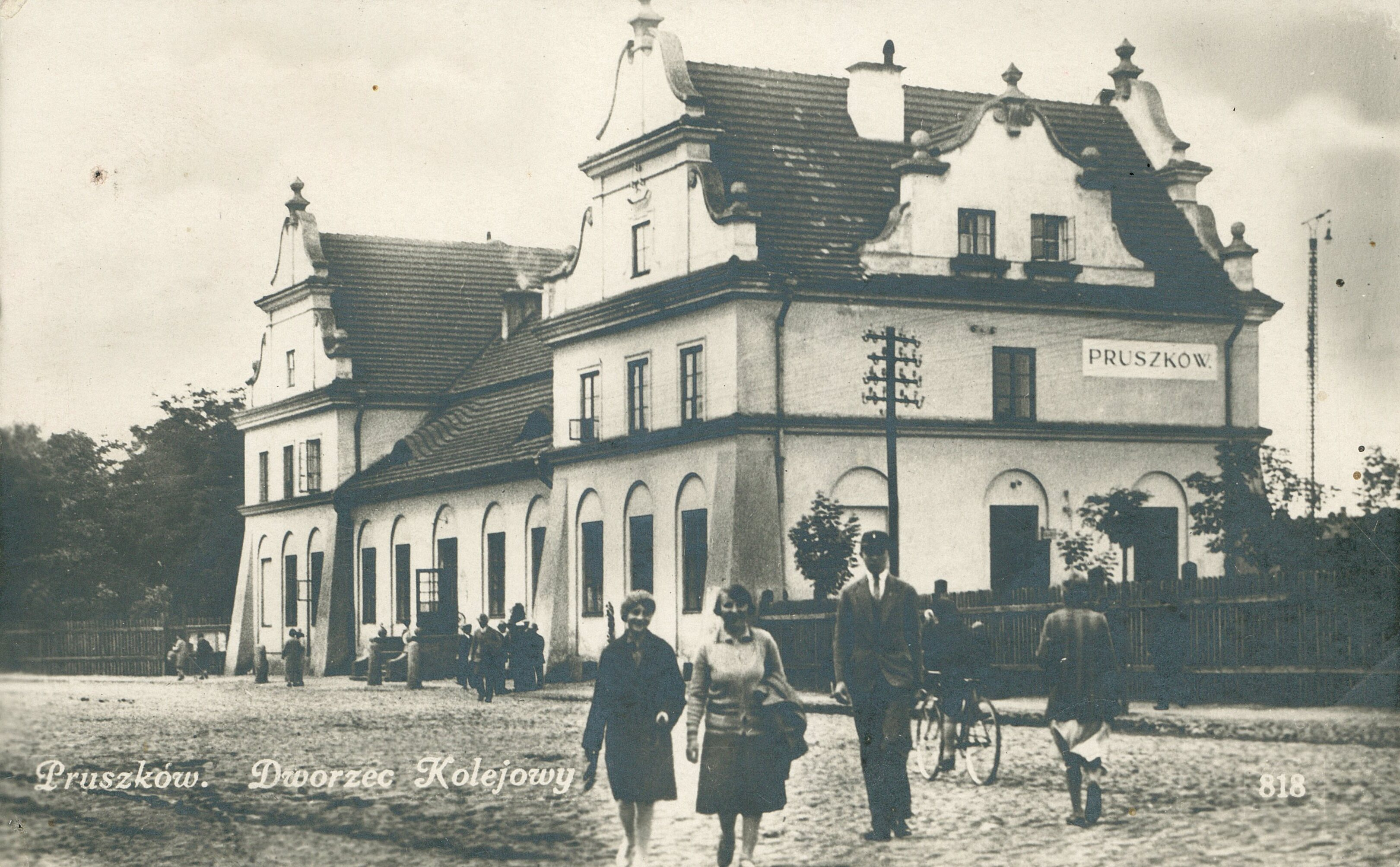
1930年代のプルシュクフ駅

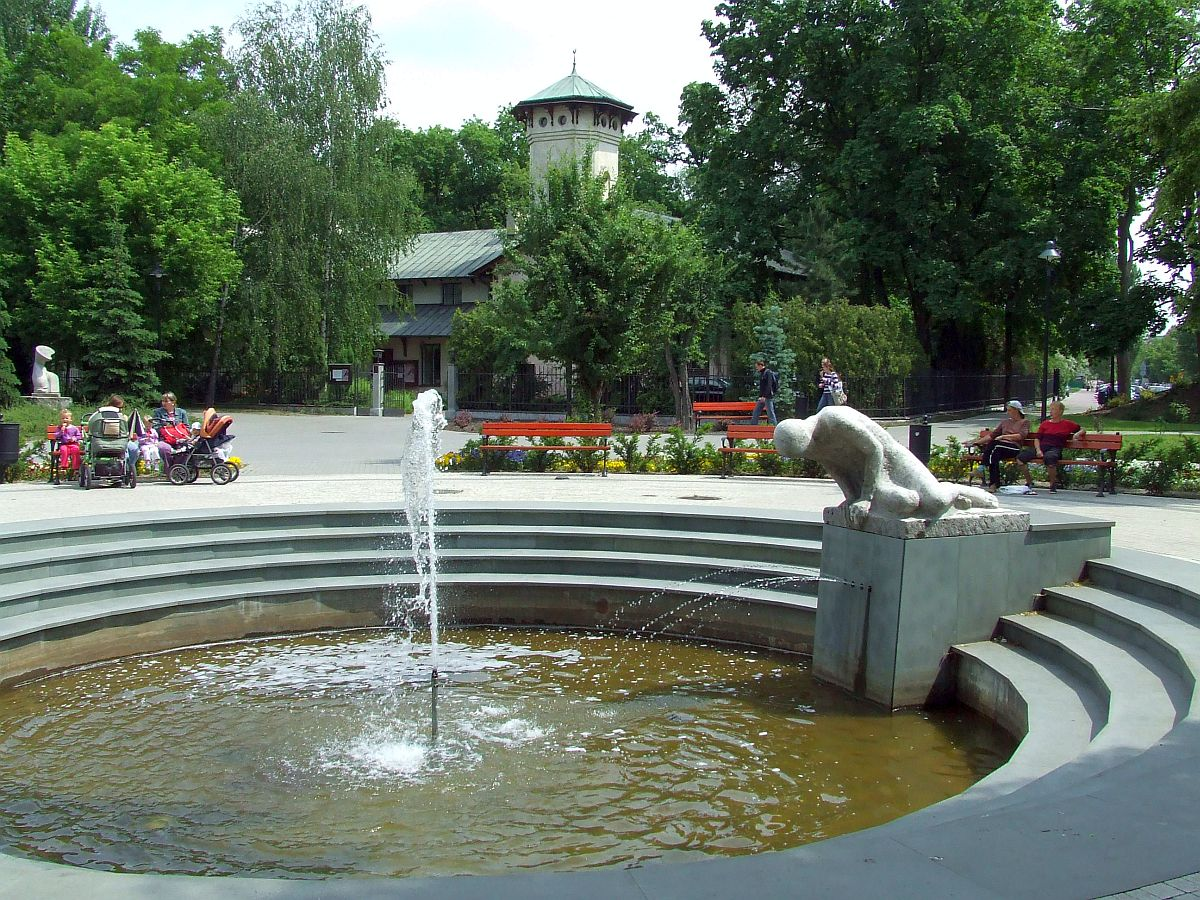
古代マゾフシェ冶金博物館にある噴水

プルシュクフの町制施行は1916年のことだが、村そのものは16世紀から存在していた。町の発展は19世紀のワルシャワ＝ウィーン鉄道の建設と1928年に開通したワルシャワ通勤鉄道に依るところが大きい。トヴォルキ村のはずれには1891年に大きな精神病院が開業し、現在も存続している。

### 第二次世界大戦
ナチスによるポーランド侵攻以前、市街には多くのユダヤ人がいた。1940年、ドイツ当局はプルシュクフにゲットーを設け、そこにユダヤ人を集住させた。ゲットーは1941年1月31日をもって閉鎖され、1400人から3000人の住民は家畜運搬用トラックに詰め込まれ、ヨーロッパ最大級のワルシャワ・ゲットーに送り込まれた。ここからさらに、大部分がトレブリンカ強制収容所に移送された。
1944年のワルシャワ蜂起時には鉄道修理工場の跡地に大規模な通過収容所が置かれ、首都からの避難民を抑留した。55万人前後のワルシャワ市民と10万人以上の郊外民が、この第121通過収容所に収容された。被抑留者はナチス親衛隊 (SS) とゲシュタポによって、移送前に分類された。約65万のポーランド人が1944年8月から10月にかけ、この収容所を通過した。このうち絶滅収容所に送られたのは5万5000人で、アウシュヴィッツ強制収容所に送られたのも1万3000人いた。彼らの社会階層・職業（官吏、学者、芸術家、医師、商人、ブルーカラー）や健康状態（けが人、病人、妊娠中の女性）はさまざまで、年齢も生後数週間の新生児から86歳、あるいはそれ以上にまで及んだ。一方、「アーリア人証明書」で迫害を免れるユダヤ人もいた。
ヴィスワ＝オーデル攻勢後の1945年3月26日、ポーランド地下政府のメンバー16人がソ連側から、会談の名目でプルシュクフのアルミー・クラヨヴェイ通りの邸宅に招かれた。彼らはそこで内務人民委員部 (NKVD) の工作員に拘束され、モスクワで投獄、拷問を受け処罰された（16人裁判）。
第二次世界大戦後、プルシュクフはマゾフシェ（マゾヴィア）きっての産業の中心地に成長した。ワルシャワ近郊という地の利から、ヘルバポル、大宇エレクトロニクス、ロレアルなどが工場や事業所を置いている。スポーツの中心地でもあり、体育館やサッカー場、サイクリングコースがある。2007-08シーズンには地元のサッカークラブ、ズニチ・プルシュクフがIリガ（国内2部リーグ）に昇格した。

## 観光

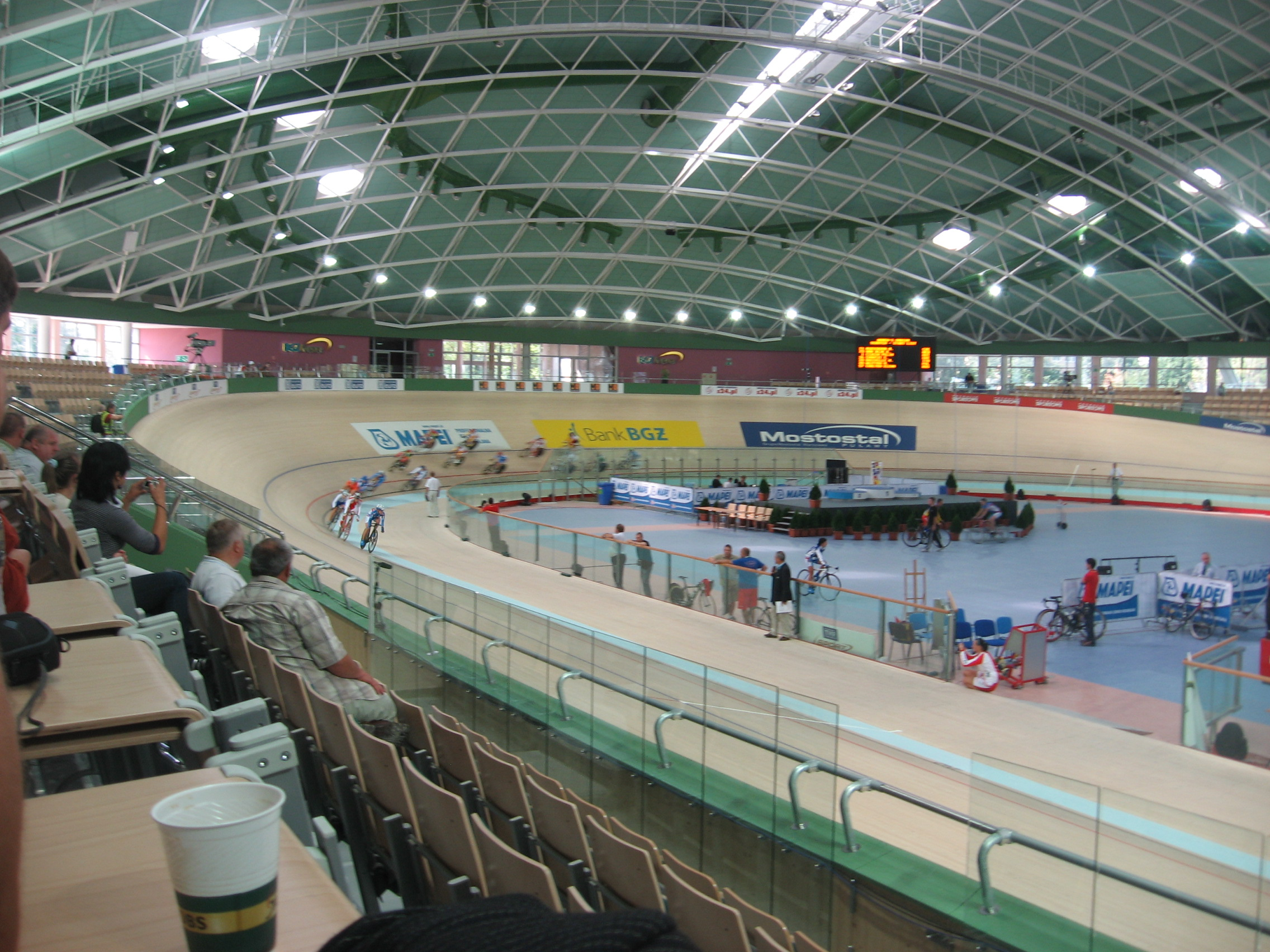
自転車競技場のBGŻアレーナ

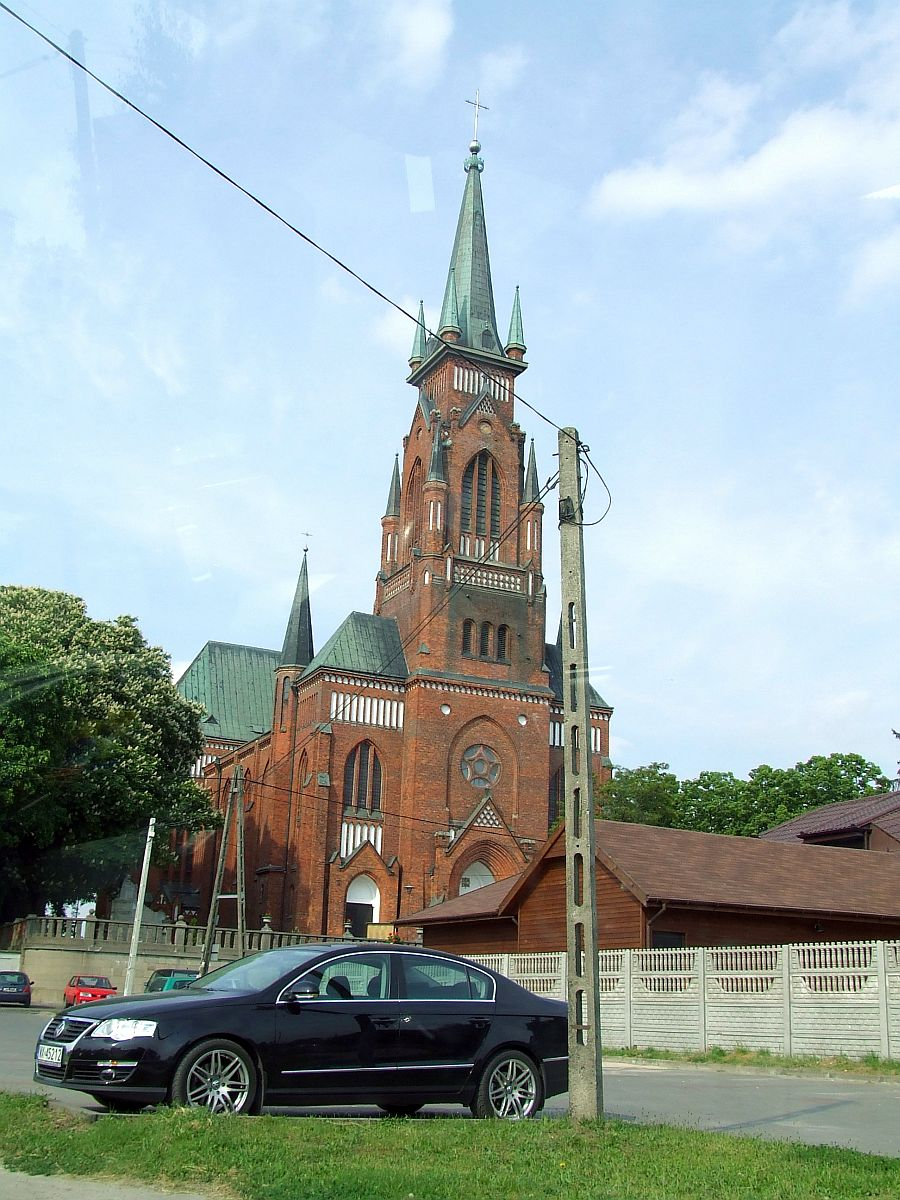
ジビクフ教会

- 古代マゾフシェ冶金博物館
- 庭園をそなえた19世紀の邸宅
- BGŻアレーナ